# Monostiolum tessellatum
Monostiolum tessellatum là một loài ốc biển, là động vật thân mềm chân bụng sống ở biển trong họ Buccinidae.